# Dolichurus alorus
Dolichurus alorus är en  stekelart som beskrevs av Nagy 1971. Dolichurus alorus ingår i släktet Dolichurus och familjen Ampulicidae. Inga underarter finns listade i Catalogue of Life.